# RS-806
Pour les articles homonymes, voir Route 806.
La RS-806 est une route locale du Sud-Ouest de l'État du Rio Grande do Sul située sur le territoire de la municipalité d'Alegrete et reliant la BR-290/377 au district de Caverá de cette même commune. Elle est longue de 12,240 km.